# Bethelkerk (Scheveningen)
De Bethelkerk is een protestantse kerk in de Jurriaan Kokstraat te Scheveningen in de gemeente Den Haag.

## Geschiedenis
Begin 1968 koos de kerkenraad van de gereformeerde kerk van Scheveningen voor nieuwbouw van een multifunctioneel kerkgebouw . Er was behoefte aan meer vergader- en sociëteitsruimte. Door de verkoop van de grond van de voormalige Prins Willemkerk kon binnen begroting voor de derde maal op deze plaats een kerk met de naam 'Bethelkerk' gebouwd worden.
De eerste steen van de kerk werd gelegd op 30 mei 1970 door J. Spaans, met 98 jaar het oudste lid van de kerkgemeente. Op de steen staat de tekst: Op deze plaats zal ik Heil geven (Haggaï 2:10b). De kerk werd op 26 maart 1971 in gebruik gesteld. Na de officiële overdracht was er een korte gebedsdienst met Ds. E. de Vries  als voorganger.
De gereformeerde kerk van Scheveningen vormde later met de hervormde gemeente de Protestantse Gemeente Scheveningen. Deze maakt deel uit van de Protestantse Kerk in Nederland (PKN). De Bethelkerk vormt samen met de Oude Kerk (Scheveningen) de wijkgemeente Scheveningen Centrum.

## Het Gebouw
De kerkzaal bevindt zich op de eerste verdieping van het gebouw. De wanden bestaan uit schoon metselwerk met 42 penanten van 10 meter hoog. Daartussen treed licht naar binnen door een mozaïek van figuurglas afgewisseld met gekleurd glas in lood. Het meubilair is gestoffeerd met een bordeauxrode bekleding. Het plafond bestaat uit houten schroten. De zaal wordt verlicht door inbouwspots die regelmatig over het plafond zijn verdeeld. Sinds 2009 wordt er, ter ondersteuning van de erediensten, gebruik gemaakt van een projectiescherm. Vanaf 2016 worden de kerkdiensten ook uitgezonden via een livestream. Aan de kerkzaal grenst een foyer. 
Op de begane grond zijn vergaderruimten, het kerkelijk bureau van de Protestantse gemeente Scheveningen en het buurtcentrum Kommunika. 
Op het dak van de kerk bevinden zich 93 zonnepanelen.

## Flentrop Hoofdorgel
In de tweede Bethelkerk werd in 1956 een nieuw orgel in gebruik genomen ter vervanging van het Ibach- orgel. Het orgel, gebouwd door Dirk Andries Flentrop was een geschenk aan de gemeente uit de nalatenschap van J. de Mos-Hoogenraad. Op 3 september 1971 werd dit Flentrop- orgel  met uitbreiding van een “bovenwerk” in gebruik genomen door organist Sander van Marion.

## Koororgel
In 1977 werd een koororgel  van fa Pels & Van Leeuwen in gebruik genomen. Het instrument is gevat in een 'lijst' met een blad-gouden rand en heeft elektrische register bediening. Het heeft een eigen speeltafel, maar kan ook vanaf het hoofdorgel bespeeld worden. 

## Concertvleugel
Sinds 2010 beschikt de Bethelkerk over een Steinway & Sons concertvleugel type D-274 New York.
De vleugel werd door een particulier aan de aan de Bethelkerk geschonken.

## Bijzondere diensten
Naast de reguliere kerkdiensten heeft de Bethelkerk bekendheid door een aantal bijzondere vieringen.
Sinds 1978 wordt er op initiatief van organist Sander van Marion, m.u.v. de zomermaanden, elke tweede zondag van de maand een "Dienst aan Zee" georganiseerd gekenmerkt door muziek van professioneel niveau en boeiende sprekers.
Sinds 1998 is er jaarlijks op Palmzondag een uitvoering van de Marcus Passie van Hans Boelee. Vanaf 2020 wordt op initiatief van organist Marcel van Duyvenvoorde deze traditie  afgewisseld door een tweejaarlijkse uitvoering van het oratarium "Tot leven geroepen". Dit muziekstuk heeft als leidraad het Johannes evangelie en is op muziek gezet door André van Vliet met teksten van Henriëtte  Maaijen.

## Naam
Bethel komt van het Hebreeuwse 'Beth El' dat 'Huis van God' betekent.